# Фернандес, Даниэль (гандболист)
Даниэль Фернандес Хименес (исп. Daniel Fernández Jiménez; род. 28 марта 2001, Сабадель, Каталония) — испанский гандболист, выступает за гандбольный клуб «Штутгарт» и сборную Испании по гандболу. Серебряный призёр летних Олимпийских игр 2024 года, бронзовый призёр чемпионата мира 2023 года, чемпион Средиземноморских игр 2022 года.

## Карьера

### Клубная
В сезоне 2017/18 годов Фернандес играл во второй команде ФК «Барселона», во второй испанской лиге. В сезоне 2020/21 годов подписал контракт с клубом «Кангас», выступающим в первом испанском дивизионе. За эту команду Даниэль в первом же сезоне забил 130 голов в 34 матчах и был включён в символическую сборную лиги. В сезоне 2021/22 годов улучшил свой результат до 147 голов в 30 матчах и снова был признан лучшим левым крайним нападающим.
В сезоне 2022/23 годов Фернандес подписал трёхлетний контракт с немецким клубом Бундеслиги «Штутгарт», который тренировал его бывший тренер в «Барселоне» Рой Санчес. В марте 2024 года подписал контракт с «Барселоной» за которую начнёт играть с сезона 2025/2026 годов.

### Международная карьера в сборной
В составе первой сборной Испании Фернандес дебютировал 4 ноября 2021 года в матче против Румынии, который закончился со счётом 33:29. На Средиземноморских играх 2022 года завоевал золотую медаль в составе национальной команды.
В январе 2023 года впервые принял участие в чемпионате мира, который состоялся в Польше и Швеции. На том турнире стал бронзовым медалистом.
В августе 2024 года был включён в состав Испании на Олимпийский турнир по гандболу. Сборная Испании в матче за третье место одержала победу над Словенией 23:22, а игроки сборной завершили турнир с бронзовыми медалями Олимпиады.